# Szeherezada (balet)
Szeherezada – dramat choreograficzny w 1 akcie.
- Libretto: Alexandre Benois według Księgi tysiąca i jednej nocy;
- muzyka: Nikołaj Rimski-Korsakow (w oparciu o własną suitę symfoniczną pod tym samym tytułem)
- choreografia: Michaił Fokin;
- scenografia: Leon Bakst.

Prapremiera: Paryż 4 czerwca 1910, Théâtre National de l'Opéra, Balety Rosyjskie Diagilewa.
Premiera polska: Warszawa 6 marca 1913, Teatr Wielki.

## Osoby
- Szach Szahrijar – król Indii i Chin
- Zobeida ulubiona żona Szacha
- niewolnik Murzyn – faworyt Zobeidy
- szach Zeman, brat Szahrijara
- nadzorca eunuchów
- odaliska, eunuchowie, niewolnicy, muzykanci, służba haremowa, żołnierze Szacha.